# Coming Out Simulator 2014
Coming Out Simulator 2014 est un jeu vidéo de type fiction interactive développé par Nicky Case et sorti en 2014 sur navigateur web.

## Système de jeu

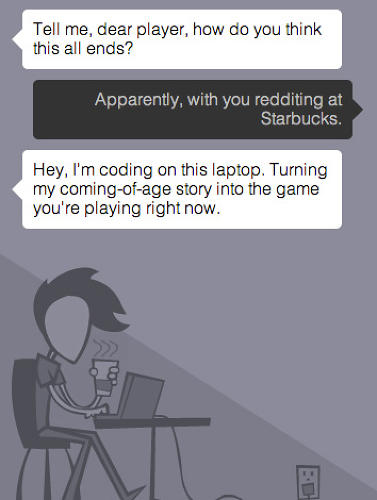
Capture d'écran du jeu.

Sur une interface faisant penser aux messageries instantanées, le joueur doit prendre des décisions pour Nicky Case (qui a développé ce jeu), le jeu se déroulant dans son passé. Ces décisions sont en lien avec l'homosexualité du personnage et, plus particulièrement, son coming out.
Nicky Case cite le jeu Dys4ia comme l'une de ses inspirations.

## Accueil
Le jeu a été nommé dans la catégorie Excellence en narration lors de l'Independent Games Festival de 2015.